# Rally van Monte Carlo 1977
De Rally van Monte Carlo 1977, officieel 45ème Rallye Automobile de Monte Carlo, was de 45ste editie van de Rally van Monte Carlo en de eerste ronde van het Wereldkampioenschap Rally in 1977. Het was de 42ste rally van het FIA Wereldkampioenschap Rally.

## Resultaten en rangschikking
| Top tien klassement | Top tien klassement | Top tien klassement                 | Top tien klassement                         | Top tien klassement | Top tien klassement | Top tien klassement | Top tien klassement |
| Pos                 | Nr                  | Rijder Navigator                    | Auto Inschrijving                           | Gr                  | Tijd                | Verschil            | Punten              |
| ------------------- | ------------------- | ----------------------------------- | ------------------------------------------- | ------------------- | ------------------- | ------------------- | ------------------- |
| 1                   | 1                   | Sandro Munari Silvio Maiga          | Lancia Stratos HF Alitalia Lancia           | 4                   | 06:36.13            | 0.00                | -                   |
| 2                   | 2                   | Jean-Claude Andruet 'Biche'         | Fiat 131 Abarth Fiat France                 | 4                   | 06:38.29            | + 2.16              | -                   |
| 3                   | 12                  | Antonio Zanini Juan Petisco         | Seat 124D Especial 1800 Antonio Zanini      | 4                   | 06:47.07            | + 10.54             | -                   |
| 4                   | 18                  | Salvador Cañellas Daniel Ferrater   | Seat 124D Especial 1800 Salvador Cañellas   | 4                   | 06:55.03            | + 18.50             | -                   |
| 5                   | 39                  | Gérard Swaton Bernard Cordesse      | Porsche 911 Gérard Swaton                   | 3                   | 06:59.17            | + 23.04             | -                   |
| 6                   | 14                  | Christine Dacremont Colette Galli   | Lancia Stratos HF Christine Dacremont       | 4                   | 07:01.10            | + 24.57             | -                   |
| DSQ                 | 52                  | Christian Dorche Jean-Bernard Vieu  | BMW 2002 TI Christian Dorche                | 1                   | -                   | -                   | -                   |
| 7                   | 24                  | Salvador Servià Jorge Sabater       | Seat 1430 / 1800 Salvador Servià            | 4                   | 07:02.08            | + 25.55             | -                   |
| 8                   | 100                 | Dominique de Meyer Omer Veran       | Alpine-Renault A110 1800 Dominique de Meyer | 3                   | 07:05.15            | + 29.02             | -                   |
| 9                   | 21                  | Nicolas Koob Nico Demuth            | Porsche 911 Nicolas Koob                    | 4                   | 07:07.20            | + 31.07             | -                   |
| 10                  | 15                  | Lars Carlsson Bob de Jong           | Opel Kadett GT/E Lars Carlsson              | 1                   | 07:08.56            | + 32.43             | -                   |
| 48*                 | 9                   | Fulvio Bacchelli Francesco Rossetti | Fiat 131 Abarth Fiat Italia                 | 4                   | geen tijd           | koppeling           | -                   |
| 54*                 | 4                   | Markku Alén Ilkka Kivimäki          | Fiat 131 Abarth Fiat Italia                 | 4                   | geen tijd           | elektrisch          | -                   |
| 59*                 | 5                   | Raffaele Pinto Arnaldo Bernacchinni | Lancia Stratos HF Alitalia Lancia           | 4                   | geen tijd           | motor               | -                   |
| Niet aan de finish  |                     |                                     |                                             |                     |                     |                     |                     |
| Pos                 | Nr                  | Rijder Navigator                    | Auto Inschrijving                           | Gr                  | KP                  | Reden               | Punten              |
| NF                  | 3                   | Walter Röhrl Willi-Peter Pitz       | Opel Kadett GT/E Opel Euro Händler          | 2                   | 5                   | motor               | -                   |
| NF                  | 6                   | Maurizio Verini Ninni Russo         | Fiat 131 Abarth Fiat Italia                 | 4                   | 7                   | ongeluk             | -                   |
| NF                  | 7                   | Jean-Pierre Nicolas Jean Todt       | Opel Kadett GT/E Jean-Pierre Nicolas        | 2                   | 0                   | motor               | -                   |
| NF                  | 8                   | Bernard Darniche Alain Mahé         | Lancia Stratos HF Alitalia Lancia           | 4                   | 7                   | weg ongeluk         | -                   |
| NF                  | 11                  | Guy Fréquelin Jacques Delaval       | Alpine-Renault A310 V6 Guy Fréquelin        | 4                   | 7                   | ongeluk             | -                   |
| NF                  | 17                  | Francis Bondil Denise Emmanuelli    | Porsche 911 Francis Bondil                  | 4                   | 6                   | weg ongeluk         | -                   |
| NF                  | 19                  | Bernard Béguin Guy Gillot           | Porsche 911 Bernard Béguin                  | 3                   | 3                   | brand               | -                   |
| NF                  | 20                  | Marianne Hoepfner Danièle Delaunay  | Lancia Stratos HF Marianne Hoepfner         | 4                   | 2                   | ophanging           | -                   |
| NF                  | 22                  | Leo Pitoni Gianpiero Bertocci       | Lancia Stratos HF Leo Pitoni                | 4                   | -                   | uitgesloten         | -                   |
| NF                  | 23                  | Tomasz Ciecierzyński Jacek Rózański | Polski Fiat 124P Tomasz Ciecierzyński       | 4                   | -                   | wiel schroeven      | -                   |

Notities:
- Deelnemers die op de laatste dag uitvielen, werden alsnog geklasseerd.

#### Statistieken
| Klassementsproeven | Klassementsproeven |                | Leiders | Leiders |
| Rijder             | Aantal             | Rijder         | KP      |         |
| Sandro Munari      | 8                  | Alain Beauchef | 1       |         |
| Raffaele Pinto     | 7                  | Sandro Munari  | 2-27    |         |
| Markku Alén        | 3                  |                |         |         |
| Fulvio Bacchelli   | 1                  |                |         |         |
| Alain Beauchef     | 1                  |                |         |         |
| Bernard Darniche   | 1                  |                |         |         |
| Nicolas Koob       | 1                  |                |         |         |
| Jean Ragnotti      | 1                  |                |         |         |
| Antonio Zanini     | 1                  |                |         |         |

### Constructeurskampioenschap
| Pos | Constructeur   | MON | SWE | POR | KEN | NZL | GRE | FIN | CAN | ITA | FRA | GBR | Pts |
| --- | -------------- | --- | --- | --- | --- | --- | --- | --- | --- | --- | --- | --- | --- |
| 1   | Lancia         | 18  |     |     |     |     |     |     |     |     |     |     | 18  |
| 2   | Fiat           | 16  |     |     |     |     |     |     |     |     |     |     | 16  |
| 3   | Seat           | 14  |     |     |     |     |     |     |     |     |     |     | 14  |
| =   | Porsche        | 14  |     |     |     |     |     |     |     |     |     |     | 14  |
| 5   | Alpine-Renault | 10  |     |     |     |     |     |     |     |     |     |     | 10  |
| 6   | Opel           | 9   |     |     |     |     |     |     |     |     |     |     | 9   |